# Лу Ґу
Лу Ґу (陆贾, 240 до н. е. —170 до н. е.) — китайський дипломат, письменник, філософ часів династії Хань.

## Життєпис
Народився 240 до н. е. у впливовій родині. Отримав ґрунтовну освіту, замолоду відзначався своїм красномовством. У 202 році став радником імператора Лю Бана. У 196 році виконував дипломатичне завдання до Намв'єту. По поверненню сприяв розвитку та впровадженню конфуціанства в імперії. Став своєрідним ідеологом Ханьської імперії, він майстерно полемізував із прихильниками старовини. Після смерті у 195 році Лю Бана Лу Ґу зберіг свій вплив за нового імператора Лю Іна, але з часом став виступати проти імператриці Люй Чжи. За наступного імператора Лю Хена у 177 році знову виконував дипломатичне доручення до Намв'єту. По поверненню залишався радником імператора. Помер 170 до н. е..

## Творчість
Його філософські думки, погляди відобразилися у значному творі «Нові промови» 新語 (Сінь юй)  [Архівовано 25 червня 2014 у Wayback Machine.]. За свідченням істориків його читання супроводжувалося захопленими криками слухачів: «Здоров будь десять тисяч років!».